# PGC 95306
LEDA/PGC 95306 ist eine Spiralgalaxie vom Hubble-Typ S im Sternbild Fornax am Südsternhimmel. Sie ist schätzungsweise 464 Millionen Lichtjahre von der Milchstraße entfernt. Wahrscheinlich bildet sie gemeinsam mit PGC 95305 ein wechselwirkendes Galaxienpaar.
Im selben Himmelsareal befinden sich u. a. die Galaxien PGC 8936, PGC 8943, PGC 199006, PGC 699838.